# Vicente Martínez Gadea
Vicente Martínez Gadea (2 de junio de 1948) es un arquitecto español, que realiza su trabajo mayormente en la zona del Levante.

## Trayectoria
Empezó publicando trabajos como dibujante en Nuevo Diario, y en las revistas Piñón, La Ballena Alegre, Chío, Trinca y otras en 1965. se licencia en Bellas Artes, Escuela Superior de Bellas Artes de San Fernando, Madrid,1971. Seguidamente se titula de Arquitectura en la Escuela Técnica Superior de Arquitectura de Madrid en 1975. Se casa con la pintora Chelete Monereo, compañera de clase de la escuela superior de Bellas Artes y se trasladan a Murcia en 1975.
En 1980 empieza su carrera como arquitecto en la Región de Murcia con la Plaza homenaje a Emilio Pérez Piñero en Calasparra. Tras varias obras, en 1989, gana el primer premio en el concurso para construir el Pabellón de la Región de Murcia en la Exposición Universal de Sevilla, Expo´92.
Su carrera se ha ido asentando en la zona del levante, Murcia y Alicante, con ilustres obras tanto en edificaciones privadas, como la vivienda en La Manga o la casa mirador en La Alberca, como en edificios para entidades públicas, como la FREMM o la Facultad de Ciencias del Trabajo y Escuela Universitaria de Trabajo Social. Se ha convertido en uno de los más ilustres arquitectos en la Región de Murcia y un nombre destacado en el panorama nacional en arquitectura.
Nombrado Académico de Número de la Real Academia de Bellas Artes de Santa María de la Arrixaca, de Murcia, en junio de 2013.

## Obras representativas
- Plaza homenaje a Emilio Pérez Piñero. 1980.
- 7 viviendas en La Alberca. 1989.
- Pabellón de la Región de Murcia en la Exposición Universal de Sevilla. 1989.
- Edificio Ruiz-Seiquer. 1992.
- Vivienda en La Manga. 1999.
- Facultad de Ciencias del Trabajo y Escuela Universitaria de Trabajo Social. 1992.
- Edificio FREMM. 2000.
- Vivienda en Campoamor. 2002.
- Bodega "Señorío de Barahonda". 2003.
- Casa Mirador. 2004.
- Centro Escénico Infantil y Juvenil "PupaClown". 2007.
- Hotel en Cieza. 2009.
- Montaje de la exposición Alfonso X el Sabio. 2009.

## Premios
- Primer Premio. Pabellón de la Región de Murcia en la Exposición Universal de Sevilla. Expo´92. 1989.
- Seleccionado en la I Muestra de Arquitectura Española 80-90. Ministerio de Obras Públicas y Transporte, Universidad Internacional Menéndez Pelayo y Consejo Superior de Colegios de Arquitectos de España.
- Seleccionado en la II Bienal de Arquitectura 91-92.
- Finalista en la IV Bienal de Arquitectura Española.
- Primer Premio. Concurso Universidad de Murcia. 1998. Facultades de Relaciones Laborales y de Trabajo Social.
- Primer Premio de Rehabilitación. Premios de la Región de Murcia 1999. Ascensor en edificio protegido.
- Primer Premio Regional de Arquitectura (en su primera edición –2003– a la obra más destacada del período 2001-2003). Facultad de Ciencias del Trabajo.
- Mención de Arquitectura. Premios de la Región de Murcia 2003. Vivienda en La Manga.
- Exposición de pintura Mediterráneos 2005 en el 38 Festival de Folklore en el Mediterráneo. 2005.
- Concurso Aeropuerto de Murcia. Miembro del equipo seleccionado para proyectar el Aeropuerto de Murcia. 2007.
- Premio Especial a la Labor Profesional. Premios Región de Murcia 2009.
- Primer Premio de Arquitectura. Premios de la Región de Murcia 2011. Montaje de la Exposición Alfonso X el Sabio. Iglesia de San Esteban. Murcia.
- Tercer Premio. Premios Fundación ONCE y Colegio de Arquitectos de Madrid para Actuaciones Españolas de Arquitectura de Accesibilidad Ejemplar. Centro Escénico Infantil y Juvenil Pupaclown. 2012.
- Insignia de Oro de la Asociación Murciana de Críticos de Arte. 2015.
- Premio Honorífico Alfonso Décimo. 2023.